# Andrei Nilă
Andrei Nilă (sinh ngày 16 tháng 8 năm 1985) là một cầu thủ bóng đá người România thi đấu ở vị trí tiền đạo for the club Argeș Pitești. Sinh ra ở Vatra Dornei, Nilă lớn lên ở học viện Argeș Pitești và thi đấu hầu hết thời gian cho Mioveni và Argeș Pitești, với một vài khoảng thời gian ngắn với Building Vânju Mare và Muscelul Câmpulung. Nilă có màn ra mắt tại Liga I vào ngày 22 tháng 7 năm 2011 cho Mioveni trong thất bại 0-1 trước Universitatea Cluj.